# Edward Misselden
Edward Misselden (1608-1654) fue un miembro destacado de los escritores en el grupo de pensamiento económico mercantilista. Estableció que los movimientos internacionales de especies y las fluctuaciones en el tipo de cambio dependían de los flujos de comercio internacional y no de los manejos de los bancos, como se creía en aquella época. Sugirió que las "vueltas de comercio" deberían ser establecidas para propósitos de análisis estadístico, de modo que el Estado pudiera regular el comercio en miras de obtener excedentes de exportación.
- Datos: Q460400